# Zosterops sanctaecrucis
Zosterops santaecrucis là một loài chim trong họ Zosteropidae.